# Бесният Геймър Нърд
Бесният геймър Нърд (на английски: Angry Video Game Nerd) е американска комедийна-уеб поредица, създадена от и с участието на Джеймс Ролф и Майк Матей. Сериала се фокусира на без именен герой Ролф, представен като „маниак“, който е сприхав и цапнат в устата геймър фанатик, който прави коментар и скици на ретро-видео игри, които смята, че са зле измислени. Шоуто по-късно ще обхване мнения за игрови конзоли, периферия, и кратки лекции за геймърската история и култура.

## Въведение
Бесният геймър Нърд е уеб геймърско шоу излъчващо се в YouTube в профила на Cinemassacre Productions. През 2015 г. се разпространили някои епизоди на шоуто и в Vbox7 с аматьорски български дублаж.